# Hylambates dorsalis
Cardioglossa dorsalis là một loài ếch thuộc họ Arthroleptidae.